# Gulf Gateway Deepwater Port
Gulf Gateway Deepwater Port — інфраструктурний об’єкт для прийому зрідженого природного газу (ЗПГ), який певний час діяв у Мексиканській затоці. Перший плавучий регазифікаційний термінал в історії світової енергетичної галузі.
В середині 2000-х років почала втілюватись у життя технологія терміналів ЗПГ із використанням плавучих установок зі зберігання та регазифікації. Перші такі судна з’явились в американської компанії Excelerate Energy і вона ж створила перший такий термінал, що отримав назву Gulf Gateway Deepwater Port.
За дві сотні кілометрів від узбережжя Луїзіани в районі з глибиною моря 91 метр змонтували спеціальний швартовочно-розвантажувальний комплекс. Його ключовий елемент — Submerged Turret Loading (STL) — сполучили перемичкою довжиною понад 3 км та діаметром 500 мм із платформою для замірного обладнання. Від останньої проклали дві перемички до трубопровідних систем, що були споруджені раніше в межах розробки офшорних родовищ Мексиканської затоки:
- завдовжки понад 6 км з діаметром 500 мм до газопроводу Sea Robin Pipeline Company;
- завдовжки понад 2 км з діаметром 500 мм до газопроводу Blue Water System.
Номінальна пропускна здатність термінала була визначена на рівні 14,1 млн м3 на добу, максимальна – як 19,5 млн м3.
Навесні 2005-го плавуча установка «Excelsior» прийняла вантаж ЗПГ на малазійському заводі у Бінтулу і на початку квітня доправила його до Gulf Gateway Deepwater Port, що започаткувало роботу першого в історії плавучого регазифікаційного терміналу.
Особливістю Gulf Gateway Deepwater Port було те, що на ньому не працювала постійно одна установка (зокрема, відомо, що у 2006-му тут виконувало завдання судно «Excellence»).
В 2008-му під час потужного урагану «Айк» сам термінал не постраждав, проте обидві газопровідні системи, до яких він був підключений, зазнали суттєвих пошкоджень, що не дозволило використовувати Gulf Gateway Deepwater Port на повну потужність.
За кілька років після спорудження термінала «сланцева революція» у США призвела до перетворення цієї країни з імпортера на експортера блакитного палива. Як наслідок, у 2012-му Gulf Gateway Deepwater Port був закритий (при цьому його Submerged Turret Loading використали для створення ізраїльського терміналу у Хадері).